# Toberín (estación)
La estación sencilla Toberín - Foundever hace parte del sistema de transporte masivo de Bogotá, TransMilenio inaugurado en el año 2000.

## Ubicación
La estación está ubicada en el sector Norte de la ciudad, más específicamente sobre la Autopista Norte entre calles 163A y 167A. Se accede a ella a través de un puente peatonal ubicado sobre la Calle 166.
Atiende la demanda de los barrios Britalia, Granada Norte y sus alrededores, incluyendo al barrio Toberín (en el costado oriental) que es la zona industrial del norte de la ciudad, por lo cual la estación lleva este nombre.
En las cercanías están el supermercado Surtifruver Norte, la papelería y librería Panamericana, una estación de servicio Texaco, el Colegio Misionero Hijas de la Sagrada Familia de Nazareth y la zona industrial de Toberín.

## Origen del nombre
La estación recibe su nombre del barrio ubicado en el costado oriental. Sin embargo, en el marco del plan que tiene la empresa TransMilenio para buscar aliados comerciales, al nombre de la estación se le añadió el texto «Foundever».

## Historia
A comienzos del año 2001, después de ser inaugurado el Portal Usme, se puso en funcionamiento la troncal de la Autopista Norte incluyendo la estación Toberín. Meses después fue inaugurado el Portal Norte.
El 17 de diciembre de 2010 a la estación se le construyó una taquilla elevada y eliminando las de las entradas de los vagones, para optimizar la entrada a la estación y evitar las congestiones de pasajeros en especial en horas pico.
En abril de 2012 se anunció la construcción de dos vagones más para la estación debido a los problemas de acceso y el sobrecupo en las horas pico.
En la madrugada del 18 de marzo de 2014, se registró un ataque contra esta estación a punta de pistolas de balines, también fueron atacadas las estaciones Calle 127, Prado y Mazurén con Autopista Norte, en donde dejaron $ 5 millones 600 mil pesos en pérdidas.
El 22 de octubre de 2016 se pusieron en funcionamiento 3 vagones nuevos al costado sur de la estación con el propósito de descongestionar la estación en horas de alta congestión. Con la ampliación, la estación pasó a tener 1480 metros cuadrados y 13 torniquetes de acceso.

## Servicios de la estación

### Servicios troncales
| Tipo                                                           | Rutas al Norte | Rutas al Sur |
| -------------------------------------------------------------- | -------------- | ------------ |
| Ruta fácil                                                     | 8              | 8            |
| Expresos todos los días todo el día                            | B10 B12 B75    | D10 G12 H75  |
| Expresos lunes a sábado todo el día                            | B11 B16 B74    | G11 J74 K16  |
| Expresos lunes a sábado horas pico de la mañana y de la tarde  | B46            | G46          |
| Expresos lunes a viernes horas pico de la mañana y de la tarde | B27            | H27          |
| Rutas que inician el recorrido en la estación                  |                |              |
| Expresos todos los días todo el día                            |                | H72          |
| Expresos lunes a viernes hora pico de la mañana                |                | J70          |
| Expresos lunes a viernes hora pico de la tarde                 |                | D55          |
| Rutas que finalizan el recorrido en la estación                |                |              |
| Expresos todos los días todo el día                            | B72            |              |
| Expresos lunes a viernes hora pico de la mañana                | B55            |              |

### Esquema
Esta estación no permite cambio entre buses hacia la zonas ,   y buses hacia el norte, salvo para las rutas BH27 y BH75.
| ← Norte |         |           |              |         |              |
|         |         | Calle 166 | B16B46B74B75 | 8B10B72 | B11B12B27B55 |
| Vagón 5 | Vagón 4 | Puente    | Vagón 3      | Vagón 2 | Vagón 1      |
| H72     | 8J70J74 | Calle 166 | G11H27H75    | G12G46  | D10D55K16    |
| Sur →   |         |           |              |         |              |

### Servicios urbanos
Así mismo funcionan las siguientes rutas urbanas del SITP en los costados externos a la estación, circulando por los carriles de tráfico mixto sobre la Autopista Norte, con posibilidad de trasbordo usando la tarjeta TuLlave:
| Código | Sector             | Dirección           | Rutas     |
| ------ | ------------------ | ------------------- | --------- |
| 676A01 | B Estación Toberín | Auto Norte - CL 164 | 19-9 Z8   |
| 364A02 | C Estación Toberín | Auto Norte - CL 166 | 19-12 T52 |

## Ubicación geográfica
| Noroeste: Suba | Norte: B Portal Norte | Nordeste: Usaquén |
| Oeste: Suba    |                       | Este: Usaquén     |
| Suroeste: Suba | Sur: B Calle 161      | Sureste: Usaquén  |